# Boyuna

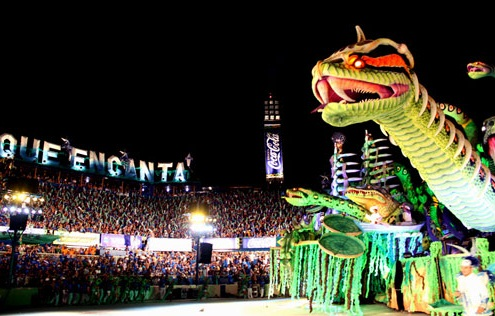
Boyuna en un festival de 2011

Boyuna (del portugués:Boiúna) es un mito de origen amerindio de la zona del Amazonas.
La designación proviene de la palabra mboi que significa ‘culebra‘ y la palabra una que quiere decir ‘negra’. Está personificada por una gran serpiente oscura que posee el poder tragarse a las personas y puede transformarse en todo tipo de embarcaciones tales como canoas o barcos, y más raramente en una mujer. Cuando está fuera del agua sus ojos parecen llamaradas. Según la leyenda la boyuna está asociada al origen de la noche: la cobra caza una hija y le envía la noche escondida dentro de un fruto de la palmera "chonta". 
En algunas regiones boyuna se utiliza para designar a un ser maligno que es una mujer, la cual nació de un huevo abandonado, luego se elevó hasta el cielo y se transformó en una estrella del firmamento perteneciente a la constelación de la Serpiente. Debido a las diversas formas que puede adoptar es que existe gente que le tiene mucho miedo, además según la leyenda es muy voraz y ataca por el placer de matar.